# Ida Kerševan
Ida Kerševan (tudi Marija Amabilis), slovenska notredamska sestra, biologinja, prof. * 22. februar 1909, Štanjel, Avstro-Ogrska, † 21. marec 1996, Novo mesto, Slovenija.

## Življenje in delo
Rodila se je v družini s petimi otroki. Med 1. svetovno vojno je bila družina pri sorodnikih v Novem mestu, po vojni so se vsi razen hčerke Ide vrnili domov na Primorsko, njo pa so zaupali redovnicam v samostan Ubogih šolskih sester Naše ljube Gospe (de Notre Dame) v Šmihelu pri Novem mestu. Tam je do leta 1923 obiskovala samostansko šolo, nato pa učiteljišče pri uršulinkah v Ljubljani, kjer je leta 1927 maturirala, nato pa še dekliško realno gimnazijo Poljanah v Ljubljani (sedaj Gimnazija Poljane) in tam 1931 tudi maturirala. Nato se je vpisala na Filozofsko fakulteto v Ljubljani in 1941  diplomirala na oddelku za biologijo, obenem pa študirala še tuje jezike.
Leta 1931 je vstopila v samostan v Šmihelu pri Novem mestu in naslednje leto tam naredila večne zaobljube. Nato so jo predstojnice poslale v Ljubljano v sestrsko skupnost, ki je delovala na Marmontovi ulici 24, kjer je postala voditeljica internata. Leta 1941 so se zaradi vojnih razmer morale sestre preseliti na Ljubljansko barje. Zatočišče so dobile v Plečnikovi cerkvi sv. Mihaela. Tam so ostale do konca vojne. Sestra Amabilis se je po vojni kot prevajalka zaposlila v tovarni Utensilia na Dolenjski cesti. Leta 1956 jo je vrhovno vodstvo notredamske kongregacije poklicalo v Rim, kjer je ostala 12 let asistentka v generalnem vodstvu reda Notre Dame s posebnim poudarkom za vzhodne države: Madžarsko, Češkoslovaško in Poljsko. Leta 1971 se je vrnila v domovino, v samostan Trnovo pri Ilirski Bistrici, kjer je postala predstojnica samostana, istočasno pa je v letih 1971−73 poučevala angleščino in biologijo na Srednji verski šoli v Vipavi.